# モード・マーシャル
モード・マーシャル（Maud Marshal, 1192年 - 1248年3月27日）またはマティルダ・マーシャル（Matilda Marshal）は、アングロ＝ノルマン貴族の女性で、初代ペンブルック伯ウィリアム・マーシャルとイザベル・ド・クレアの長女で共同相続人。第3代ノーフォーク伯ヒュー・ビゴッドおよび第5代サリー伯ウィリアム・ド・ワーレンと結婚した。

## 家族
モードの生年月日は、1192年以前であること以外は不明である。初代ペンブルック伯ウィリアム・マーシャルと、ウェールズとアイルランドで最も裕福な相続人の1人であったイザベル・ド・クレアの長女として生まれた。モードには5人の兄弟と4人の妹がおり、兄弟姉妹の中で最も長生きであった。モードは両親の広大で裕福な領地の共同相続人であった。
父方の祖父母はジョン・フィッツギルバート・マーシャルとシビラ・オブ・ソールズベリーであり、母方の祖父母は第2代ペンブルック伯リチャード・ド・クレア（通称「ストロングボウ」）と、レンスター王女イーファ・マクマローである。

## 結婚と子女
1207年の四旬節の少し前に、モードは最初に第3代ノーフォーク伯ヒュー・ビゴッドと結婚した。この結婚により、アール・マーシャルの地位は最終的にハワード家のノーフォーク公の手に渡ることとなる。1215年、ヒューはマグナ・カルタの25人の証人の1人でとなった。ヒューは1221年にノーフォーク伯位を継承し、モードはノーフォーク伯爵夫人となった。2人の間には以下の子女が生まれた。
- ロジャー（1209年 - 1270年） - 1125年にイザベラ・オブ・スコットランドと結婚した[6]。この時イザベラは27歳以上であった[7] He became a ward of his new brother-in-law King Alexander II of Scotland until 1128.[8]。1128年まで、義弟であるスコットランド王アレグザンダー2世の保護下に入った[9]。ロジャーは子供を残さずに亡くなり、甥ロジャーが後を継いだ。
- ヒュー（1212年 - 1266年） - イングランド司法長官。ジョーン・ド・ステュートヴィルと結婚し、ロジャーを含む4男4女をもうけた[10]。
- イザベル（1215年頃 - 1250年） - ギルバート・ド・レイシー・オブ・エウィアス・レイシーと結婚し子女をもうけた。後にシェア領主ジョン・フィッツジェフリー（初代エセックス伯ジェフリー・フィッツピーターの息子）と結婚し子女をもうけた。
- ラルフ（1218年頃 - ?） - ベルタ・ド・ファーニバルと結婚し1子をもうけた

ヒュー・ビゴッドは1225年に死去した。未亡人となったモードは、ビゴッド家の領地の一部を息子のロジャーに譲渡した。
モードは同年10月13日までに第5代サリー伯ウィリアム・ド・ワーレンと再婚した。2人の間には以下の子女が生まれた。
- イザベラ（1228年頃 - 1282年9月20日以前） - 第5代アランデル伯ヒュー・ド・オービニーと結婚[11]。17歳ほどで未亡人となり、夫婦には子供がいなかった。イザベラは宗教的な後援者となり、1249年にノーフォークの自らの領地の一部にマーハム修道院を建立した[11]。
- ジョン（1231年 - 1304年） - 第6代サリー伯。1247年にヘンリー3世の異父妹アリス・ド・リュジニャンと結婚[12]、3子をもうけた。

2番目の夫ウィリアム・ド・ワーレンは1240年に亡くなり、モードは両方の結婚から得た寡婦財産の権利を持つ裕福な未亡人となった。
末の息子ジョンは父の後を継いで第6代サリー伯となったが、未成年であったため、王妃エリナー・オブ・プロヴァンスの叔父ピエトロ2世・ディ・サヴォイアが領地の管理者となった。

## 死
モードは1248年3月27日に56歳ほどで亡くなり、母、おそらく母方の祖母、そして弟ウォルターおよびアンセルとともにティンターン修道院に埋葬され。